# Chichilaki

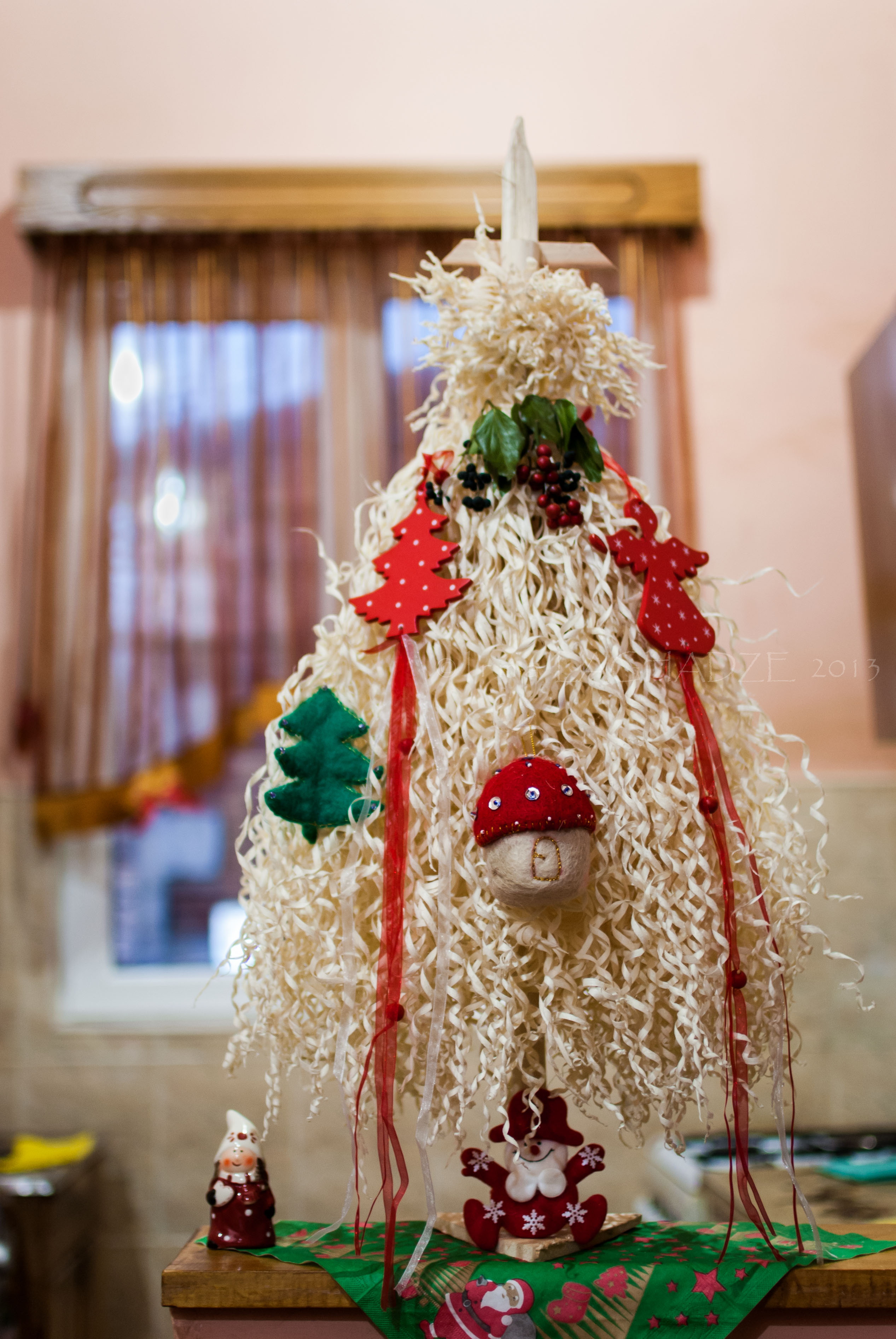
Chichilaki

Il Chichilaki (in georgiano: ჩიჩილაკი) è un particolare tipo di albero di Natale georgiano, fatto sfogliando rami di nocciolo o di noce, ottenendo così un ramo con delle fronde arricciate molto leggere.
Ad esso vengono attaccati frutti secchi.
Vengono realizzati da abili artigiani con pochi gesti, creando dei "Chichilaki" alti da 30 cm a diversi metri.
La tecnica di creazione si tramanda di generazione in generazione.
In Georgia il "Chichilaki" è noto anche come "barba di San Basilio", ed il giorno dell'Epifania è uso bruciare le fronde per scacciare le memorie negative degli anni passati.
Oggigiorno il "Chichilaki" viene utilizzato in Georgia accanto all'albero di Natale europeo ed ha un uso prevalentemente decorativo più che rituale.